# Contre-enquête (film, 1990)
Pour les articles homonymes, voir Contre-enquête.
Pour plus de détails, voir Fiche technique et Distribution.
Contre-enquête (Q & A) est un film britannico-américain réalisé par Sidney Lumet et sorti en 1990. Il s'agit d'une adaptation du roman Q & A d'Edwin Torres.

## Synopsis
Une nuit, le lieutenant du NYPD Mike Brennan abat le gangster porto-ricain Tony Vasquez. Bon nombre de témoins affirme qu'il s'agit d'un acte de légitime défense. Pourtant le juge Al Reilly, qui est chargé de la rédaction du procès-verbal, commence à avoir des doutes sur la version des faits.

## Fiche technique
Sauf indication contraire, les informations mentionnées dans cette section peuvent être confirmées par la base de données cinématographiques IMDb,  présente dans la section « Liens externes ».
- Titre français : Contre-enquête
- Titre original : Q & A
- Réalisation : Sidney Lumet (crédité sous le pseudonyme d'Alan Smithee pour la version TV)
- Scénario : Sidney Lumet, d'après le livre d'Edwin Torres
- Musique : Rubén Blades
- Photographie : Andrzej Bartkowiak
- Montage : Richard P. Cirincione
- Production : Burtt Harris et Arnon Milchan
- Sociétés de production : Regency International Pictures et Odyssey Distributors
- Société de distribution : TriStar (États-Unis), Acteurs auteurs associés (France)
- Pays de production :  Royaume-Uni,  États-Unis
- Langues originales : anglais, espagnol
- Format : Couleur - Dolby - 35 mm - 1.85:1
- Genre : policier, drame
- Durée : 132 minutes
- Dates de sortie :
  - États-Unis : 27 avril 1990
  - France : 11 juillet 1990

## Distribution
- Timothy Hutton (VF : Lionel Henry) : Aloysius « Al » Francis Reilly
- Nick Nolte (VF : Jacques Frantz) : le lieutenant Mike Brennan
- Armand Assante (VF : Jean Roche) : Roberto « Bobby Tex » Texador
- Lee Richardson (VF : William Sabatier) : Leo Bloomenfeld
- Luis Guzmán (VF : Marc Alfos) : l'inspecteur Luis Valentin
- Charles S. Dutton (VF : Med Hondo) : l'inspecteur Sam « Chappie » Chapman
- Patrick O'Neal (VF : Mostéfa Stiti) : Kevin Quinn
- Jenny Lumet (VF : Maïk Darah) : Nancy Bosch
- Paul Calderon (VF : Pascal Légitimus) : Roger Montalvo
- International Chrysis (VF : Michel Mella) : Jose Malpica
- Dominic Chianese (VF : Michel Bardinet) : Larry Pesch alias Vito Franconi
- John Capodice (VF : Jacques Deschamps) : Hank Mastroangelo
- Leonardo Cimino : Nick Petrone
- Fyvush Finkel : Preston Pearlstein

## Production
Le tournage a lieu à New York et Porto Rico.
Le film est remonté par le studio pour sa diffusion à la télévision américaine. Non satisfait de cette décision et du montage en question, Sidney Lumet demande à être crédité sous le nom d'Alan Smithee pour la réalisation et le scénario de la version télévisée.

## Accueil
Le film est bien reçu par la critique, obtenant un taux d'approbation de 88 % sur le site Rotten Tomatoes, sur la base de vingt-quatre critiques collectées et une moyenne de 6,9⁄10. Le site Metacritic, qui a recensé vingt-neuf critiques, lui attribue un score de 66⁄100.
Au box-office, le film engrange 11 207 891 $ aux États-Unis, où il fut distribué jusqu'à 923 salles.

## Distinction
Armand Assante est nommé aux Golden Globes 1991 dans la catégorie meilleur acteur dans un second rôle.

## Anecdote
- Jenny Lumet, qui interprète le rôle de Nancy Bosch, est la fille du réalisateur Sidney Lumet.